# Glekaprevir
A glekaprevir (INN) egy természetes eredetű farmakoforból származtatható szintetikus proteázinhibitor, mely a hepatitis C vírus (HCV) nem strukturális (NS) 3/4A szerin-proteázát gátolja.  A hatóanyagot az AbbVie és az Enanta Pharmaceuticals közösen fejlesztette ki. Pibrentaszvirrel kombinálva HCV fertőzés kezelésére használják. Vírusellenes aktivitását a főbb HCV genotípusok ellen bizonyították. In vitro rezisztenciavizsgálatokban jobb eredményeket mutatott, mint más, HCV-fertőzés kezelésére használt vírusellenes szerek.

## Forgalomba hozatal
2016. december 19-én az AbbVie benyújtott egy engedélyezési kérelmet új gyógyszer alkalmazására az USA élelmiszereket és gyógyszereket felügyelő hatóságához (Food and Drug Administration, FDA) a glekaprevir/pibrentaszvir (kereskedelmi nevén Mavyret) készítményére. 2017. augusztus 3-án az FDA jóváhagyta a hatóanyagkombinációt a hepatitis C kezelésére. Európában 2017. augusztus 17-én ugyanarra a javallatra, Maviret márkanéven hagyták jóvá.

## Kutatás
HCV ellenes hatását elsősorban glekaprevir/pibrentaszvir kombinált készítményként vizsgálják.
Egy in silico vizsgálatban COVID-19 megbetegedés kezelésére is alkalmazható potenciális farmakonként azonosították.

## Fordítás
Ez a szócikk részben vagy egészben  a   Glecaprevir című angol Wikipédia-szócikk ezen változatának fordításán alapul.  Az eredeti cikk szerkesztőit annak laptörténete sorolja fel. Ez a jelzés csupán a megfogalmazás eredetét és a szerzői jogokat jelzi, nem szolgál a cikkben szereplő információk forrásmegjelöléseként.